# Charles Thompson
Charles Phillip Thompson (* 12. März 1918 in Springfield, Ohio; † 16. Juni 2016 in Japan), meist Sir Charles Thompson, war ein US-amerikanischer Jazz-Pianist, Organist und Arrangeur des Bebop und Swing.

## Leben
Thompson begann schon mit zehn Jahren, professionell Klavier zu spielen. Mit 12 Jahren lud ihn Count Basie ein, auf der Bühne mitzuspielen, als er als Pianist der Band von Bennie Moten in Colorado Springs mit dieser bei einer Tanzveranstaltung spielte. Damals bekam er auch seinen Spitznamen „Sir Charles Thompson“ (von Lester Young aus der Band), unter dem er später meist auftrat. In den 1940er Jahren begann er, auch Bebop zu spielen, nahm mit Charlie Parker (z. B. mit Parker und Gordon auf dem Album Takin off, Apollo, neu bei Delmark 1992), Dexter Gordon, J. C. Heard in eigenen Bands auf und war 1944/45 in der Band von Coleman Hawkins und Howard McGhee.
Nach seinen eigenen Worten erlebte er den Einschnitt des Bebop gegenüber dem Swing damals vor allem in der Art, wie Jazz präsentiert wurde – war es vorher vor allem Tanzmusik, ging man danach zu „Jazzkonzerten“ oder in Clubs. War vorher ein guter Rhythmus wichtig, spielten Parker und Dizzy Gillespie „mehr Noten und schneller“, was sie dann Bebop nannten – für ihn als Spieler seien diese Begriffe aber „sehr, sehr unwichtig“. In diesem Interview gab er als unmittelbare Einflüsse weniger Pianisten wie Count Basie an (den er seinen „Mentor“ nannte) als die Saxophonisten Coleman Hawkins und Lester Young. Später spielte er viel Solo in Bars und mit verschiedenen Trios unter seinem Namen.
Thompson war noch 2004 als Pianist aktiv. 2000 brachte er die Trio-Aufnahmen Robbins Nest – Live at the Showcase und 2001 I Got Rhythm – Live at the Showcase heraus (beide bei Delmark Records) und 1984 das Solo-Album Portrait of a Piano. Er lebte in Kalifornien und ab 2002 in Japan bei seiner Frau Makiko.
Als Komponist war er Verfasser des Jazzstandards Robbins Nest, den z. B. Illinois Jacquet interpretierte.

## Sammlung
- The Complete Master Jazz Piano Series mit Earl Hines, Claude Hopkins, Cliff Jackson, Keith Dunham, Sonny White, Jay McShann, Teddy Wilson, Cliff Smalls, Sir Charles Thompson, Gloria Hearn & Ram Ramirez – (1969–1974) Mosaic, 1990 – 6 LPs oder 4 CDs